# 真性情 B面單曲迷你專輯
《真性情 B面單曲迷你專輯》是加拿大歌手卡莉·蕾·杰普森的第三張迷你專輯。迷你專輯在2016年8月26日由604唱片在加拿大發行，並由學童唱片與新視鏡唱片在美國發行。由於歌迷的熱烈要求，杰普森推出了B面單曲迷你專輯作為她在2015年的第三張錄音室專輯《真性情》的伴隨作品。迷你專輯收錄了未獲收錄在《真性情》的未發行作品。
迷你專輯與《真性情》一樣主要受1980年代的流行音樂影響，而歌詞主題則主要圍繞愛情與心碎。多位曾參與《真性情》的詞曲作家與音樂製作人均參與迷你專輯，包括格萊格·科爾斯汀、戴夫·海因斯與拉米·雅各布。作品在發行前後獲音樂評論家的正面評價，並獲收錄在多個年終最佳作品排名列表。日本地區發行了迷你專輯的限定重發版，額外收錄了作為2016年電影《了不起的菲丽西》主題曲的單曲Cut to the Feeling。

## 背景與發展
傑普森為她在2015年發行的個人第三張錄音室專輯《真性情》創作了約三年的時間，並寫出超過250首歌曲。傑普森在洛杉磯展開專輯的創作，但認為最初「大量生產」的創作模式不能讓自己寫出滿意的作品，因此其後改變了適合自己的創作模式。在完成專輯同名曲真性情的創作後，傑普森所寫歌皆為能夠支撐專輯的「必需品」，而不是即棄的素材。當為《真性情》制定歌曲列表時，傑普森的廠牌只讓她最多選擇17首歌曲，傑普森其後說：
我大概變更了六次《真性情》的歌曲列表。我有一個小小的畫架，當我從創作會議回來便會寫下一首自己比較喜愛的歌曲，而不是決定拿走哪一首歌曲。我幾乎每個星期都會把它重塑整修。
《真性情》最終在2015年6月發行，雖然商業成績一般，但卻獲得音樂評論家的正面評價。專輯其後引起邪典追捧，而傑普森則成為「樂評」與「獨立寵兒」。她在2015年底舉行「給我愛巡迴演唱會」以宣傳專輯。她表示自己在演唱會上多次獲歌迷請求推出《真性情》的續集專輯，因而受啟發推出《真性情 B面單曲迷你專輯》。2016年3月，傑普森在接受WMSC電台訪問時表達出發行這些歌曲的意欲，指自己正在考慮發行類似《真性情2.0》的作品。重混專輯《真性情：混音+》於2016年3月在日本限定發行，為First Time與Fever兩曲的首次商業發行，而她在演唱會的美國地區第二巡迴階段亦演唱了歌曲。

## 詞曲

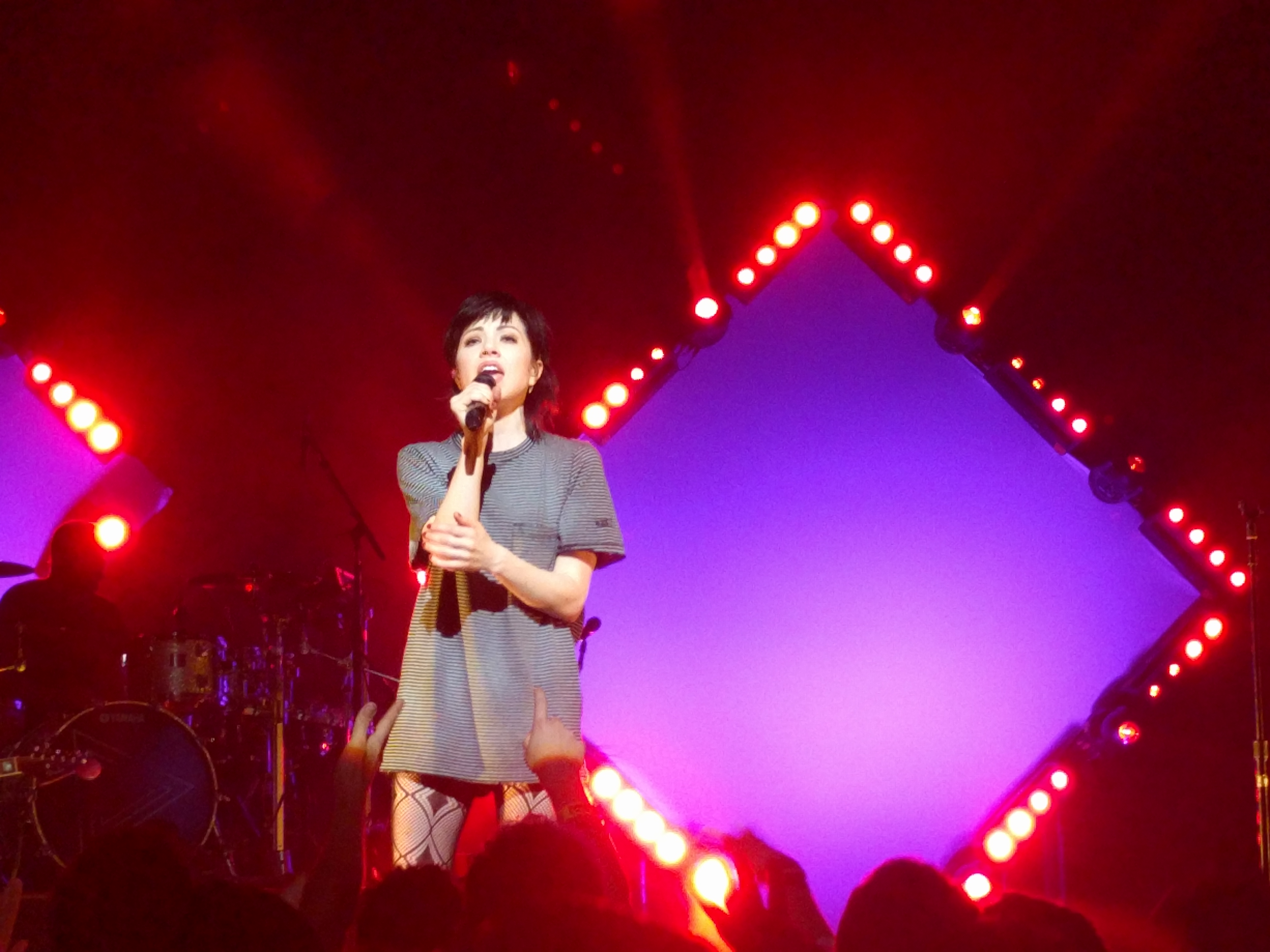
杰普森在2016年2月27日舉行的「給我愛巡迴演唱會」三藩市場次

迷你專輯以First Time的失真卡式錄音帶副歌錄音開始，歌曲採用杰普森的那種女孩多位創作班底，曲風為合成器放克，它的泡泡糖樂器與杰普森希望重修舊好的請求形成強烈對比，並模仿出噴氣機樂隊Crush on You中的「活潑」。杰普森在Higher中唱出一段讓自己徹底愛上的關係。《Pitchfork》的布拉德·納爾遜稱歌曲為「她的《真性情》獻禮中最透明的『愛情』歌曲」。Higher以「嘶嘶的」合成器成音與新浪潮鼓樂建構。納爾遜形容歌曲的製作喚起「官樣文章歌曲的利索費心建構風格」，而《影音俱樂部》的埃絲特·祖克曼則將歌曲與蘿蘋的棄曲作聯繫。
The One被形容為一首「生氣勃勃而具合成器浪潮質感」的歌曲，並以「逃避承諾」作為主題。Fever講述處於「剛分手後的奇怪不穩狀態」，而杰普森則在歌曲承認自己偷了男朋友的單車，並騎著去他空無一人的家。納爾遜指出歌曲「脫離大鼓的振動」，認為是影射著杰普森戀愛對象的消失。《娛樂週刊》的潔西卡·古德溫讚賞Fever為迷你專輯中的突出之作，並以「不凡的卡啦OK跟唱歌曲」形容它 。Body Language的伴奏強調著808鼓聲與拍掌聲。Cry是一首關於在情感上無法承受的男朋友的中板謠曲，並讓人想起意大利的士高曲風。歌曲使用了「弱得剛好以顛倒其常用的效果，從而產生出失重感」的合成器貝斯。
杰普森在2011年出席家鄉不列颠哥伦比亚省的健康生活聯盟舉行的反吸煙活動「Quitters Unite」，並在活動上演唱一首未發行作品，該歌曲其後改編成為Store。多個評論家均指出它的「怪誕」本質，形容它為一首關於從關係中突然離開的「誤導性歡快」歌曲，同時兼備精心演唱的導歌與「猛烈喚醒」的副歌。《滾石》的毛利·約翰斯頓形容歌曲為能夠隨著起舞的絕交信，而《新政治家》的安娜·萊斯凱維奇則稱它為「諷刺的失職父親形象」。

## 發行
杰普森在2016年8月21日於社交平台上紀念《真性情》發行一週年，並宣佈自己有一份作為「禮物」的作品。她亦同時公開了迷你專輯的封面。杰普森在作品發行一週前開始每天在各個社交平台上公開不同歌曲的預告片段。迷你專輯的收錄曲目在2016年8月24日由零售商加拿大7digital公開。杰普森在2016年8月26日隨著作品發行公開了一篇個人摘記，表達出自己的感激之情，並希望回報歌迷的支持。
《真性情 B面單曲迷你專輯》在2016年9月9日作限量實體發行，並附上親筆簽名，黑膠版其後在2016年12月16日發行。雖然迷你專輯沒有收錄任何發行單曲，First Time曾作為《真性情：混音+》的宣傳單曲發行，並最高登上日本《告示牌》百強單曲榜第71位。2017年9月13日，日本地區限定發行名為《Cut to the Feeling: Emotion Side B +》的再版迷你專輯，其實體CD版包括重製封面以及限定收錄的單曲Cut to the Feeling。Cut to the Feeling其後最高登上日本《告示牌》百強單曲榜第13位，成為在國際排行榜的最高排名。

## 專業評價
| 綜合得分      | 綜合得分 |
| 來源          | 評分     |
| ------------- | -------- |
|               | 80/100   |
| 評論得分      |          |
| 來源          | 評分     |
| AllMusic      | [ 22 ]   |
| 《娛樂週刊》  | A−       |
| 《Exclaim!》  | 8/10     |
| 《Pitchfork》 | 7.1/10   |
| 衛星音樂網    | 4/5      |
| The 405       | 5.5/10   |

Metacritic根據主流出版物制定出滿分100分的標準分數，並以6項評論給予專輯80分的加權平均數，代表「普遍好評」。《Pitchfork》給予迷你專輯7.1分－與《真性情》的7.4分相近，而評論家布拉德·納爾遜認為比起典型的B面合輯，它更加像是《真性情》的「延續」作品，並評論：「（這些）就是流行歌曲，華麗而直接，但它們也同時是極其遞迴的空間、時間的臉紅壓縮、心碎的細小無限」。納爾遜亦讚賞杰普森的才能，指她在歌曲中在保持「私人間的親密」同時聽起來仍然感覺「龐大」。《娛樂週刊》的潔西卡·古德溫對杰普森的流行人格與在夏季尾聲推出作品的做法有著近似總結：「她（發行）的時機展現出她完全不在乎再次成為流行界的女王蜂－她寧可在城市舉行個最酷的派對。《B面》就是那場派對：親密而具包容性，並親自雙手奉上邀請函」。
《Exclaim!》的吉爾·克拉耶夫斯基打趣說：「假如《真性情》的發行是考慮太多的話，那麼《B面》便代表著杰普森得到甜蜜的意識：不要多想」。她讚賞迷你專輯的高度「單曲潛能」，並猜測那些歌曲「都是作為定義（《真性情》）熱門歌曲的初稿單曲一起逃跑吧的藍圖。但在它們最原始的狀態，它們展現出杰普森在最有力量與未加束縛（的狀況）」。《Pitchfork》的納爾遜有著近似想法，他們都認為Body Language與Store為迷你專輯中偏弱的歌曲。《The 405》的馬克·馬圖塞克給予作品褒貶不一的評價，認為《B面》以最具啟發意義的方式照亮她的（製作）過程，但未能像前兩張錄音室專輯一樣找到平衡點，去讓自己的旋律與聲樂選擇以最理想的角度閃耀著。

### 榮譽
| 年份   | 出版物               | 榮譽                           | 排名   | 來源   |
| ------ | -------------------- | ------------------------------ | ------ | ------ |
| 2016年 | 《Idolator》         | 2016年十佳迷你專輯與混音帶     | 1      | [ 42 ] |
| 2016年 | 《MuuMuse》          | 2016年二十強專輯               | 5      | [ 43 ] |
| 2016年 | 《滾石》             | 2016年二十佳流行專輯           | 6      | [ 18 ] |
| 2016年 | 《Gorilla vs. Bear》 | 2016年專輯                     | 43     | [ 44 ] |
| 2016年 | 《The Skinny》       | 2016年五十強專輯               | 49     | [ 45 ] |
| 2016年 | 倫敦超時             | 2016年最佳專輯                 | 19     | [ 46 ] |
| 2016年 | 《Exclaim!》         | 年度十佳迷你專輯               | 2      | [ 47 ] |
| 2016年 | Pretty Much Amazing  | 2016年六十佳專輯               | 25     | [ 48 ] |
| 2016年 | 《Stereogum》        | 2016年二十五張優秀迷你專輯     | 不適用 | [ 49 ] |
| 2016年 | 《影音俱樂部》       | 年度專輯                       | 不適用 | [ 50 ] |
| 2016年 | 《Pitchfork》        | 2016年二十佳流行與節奏藍調專輯 | 不適用 | [ 51 ] |
| 2016年 | 《Teen Vogue》       | 2016年十五佳專輯               | 不適用 | [ 52 ] |
| 2016年 | 《娛樂週刊》         | 2016年百首歌曲 – Body Language | 31     | [ 53 ] |
| 2016年 | 《Spin》             | 2016年一百零一首歌曲 – Fever   | 74     | [ 54 ] |
| 2016年 | 《The Fader》        | 2016年百首歌曲 – Store         | 87     | [ 55 ] |

## 商業成績
迷你專輯在發行首週空降加拿大專輯榜第55位，以及澳洲專輯榜第74位。在美國，迷你專輯在發行首週以9,000張专辑等价单位（包括7,262張實際銷量）空降《告示牌》二百強專輯榜第62位。迷你專輯亦同時空降《告示牌》專輯暢銷榜第26位。迷你專輯亦同時空降日本Oricon公信榜第37位，以及英國專輯榜第182位。

## 歌曲列表
| 曲序     | 曲目          | 词曲 | 製作人       | 时长  |
| -------- | ------------- | --- | ------------ | ----- |
| 1.       | First Time    | 卡莉·蕾·杰普森 拉米·雅各布 卡爾·福爾克 韋恩·赫克托 （ 英语 ： Wayne Hector）                                                           | 福爾克 拉米  | 3:35  |
| 2.       | Higher        | 格萊格·科爾斯汀 克勞德·凱利 （ 英语 ： Claude Kelly）                                                                                  | 科爾斯汀     | 3:54  |
| 3.       | The One       | 杰普森 凱爾·希勒 內特·坎帕尼                                                                                               | 希勒         | 3:23  |
| 4.       | Fever         | 杰普森 希勒 坎帕尼 索爾·亞歷山大·卡斯蒂略·巴斯克斯                                                                         | 希勒         | 3:05  |
| 5.       | Body Language | 杰普森 湯瑪斯·巴恩斯 （ 英语 ： TMS (production team)） 本·科恩 （ 英语 ： TMS (production team)） 皮特·凱萊赫 （ 英语 ： TMS (production team)） 德文特·海因斯 （ 英语 ： Dev Hynes） 塔維什·克勞 | TMS          | 2:53  |
| 6.       | Cry           | 杰普森 尼克·露絲 克勞 | 露絲         | 3:56  |
| 7.       | Store         | 杰普森 克里斯托弗·J·巴蘭 坎帕尼 班·羅曼 （ 英语 ： Romans (musician)）                                                                      | CJ·巴蘭 羅曼 | 3:12  |
| 8.       | Roses         | 杰普森 萊恩·史都華 （ 英语 ： Ryan Stewart (songwriter)）                                                                                           | 希勒 史都華  | 3:40  |
| 总时长： | 总时长：      | 总时长： | 总时长：     | 27:38 |

| 《Cut to the Feeling: Emotion Side B +》 | 《Cut to the Feeling: Emotion Side B +》     | 《Cut to the Feeling: Emotion Side B +》         | 《Cut to the Feeling: Emotion Side B +》 | 《Cut to the Feeling: Emotion Side B +》 |
| 曲序                                     | 曲目                                         | 词曲                                             | 製作人                                   | 时长                                     |
| ---------------------------------------- | -------------------------------------------- | ------------------------------------------------ | ---------------------------------------- | ---------------------------------------- |
| 1.                                       | Cut to the Feeling（來自《了不起的菲丽西》） | 傑普森 諾蘭·蘭布羅扎 西蒙·威爾克斯 （ 英语 ： Simon Wilcox） | 諾蘭爵士                                 | 3:28                                     |
| 2.                                       | First Time                                   | 杰普森 雅各布 福爾克 赫克托                      | 福爾克 拉米                              | 3:35                                     |
| 3.                                       | Higher                                       | 科爾斯汀 凱利                                    | 科爾斯汀                                 | 3:54                                     |
| 4.                                       | The One                                      | 杰普森 希勒 坎帕尼                               | 希勒                                     | 3:23                                     |
| 5.                                       | Fever                                        | 杰普森 希勒 坎帕尼 巴斯克斯                      | 希勒                                     | 3:05                                     |
| 6.                                       | Body Language                                | 杰普森 巴恩斯 科恩 凱萊赫 海因斯 克勞            | TMS                                      | 2:53                                     |
| 7.                                       | Cry                                          | 杰普森 尼克·露絲 克勞                            | 露絲                                     | 3:56                                     |
| 8.                                       | Store                                        | 杰普森 巴蘭 坎帕尼 羅曼                          | 巴蘭 羅曼                                | 3:12                                     |
| 9.                                       | Roses                                        | 杰普森 史都華                                    | 希勒 史都華                              | 3:40                                     |
| 总时长：                                 | 总时长：                                     | 总时长：                                         | 总时长：                                 | 31:06                                    |

## 製作名單
資料來自《真性情 B面單曲迷你專輯》的內頁資料。
- 卡莉·蕾·傑普森 – 聲樂
- CJ·巴蘭 – 製作（曲目7）
- 卡爾·福爾克 – 製作（曲目1）
- 格萊格·科爾斯汀 – 製作（曲目2）
- 拉米 – 製作（曲目1）
- 班·羅曼（英语：Romans (musician)） – 製作（曲目7）
- 尼克·露絲 – 製作（曲目6）
- 凱爾·希勒 – 製作（曲目3、4）
- 萊恩·史都華（英语：Ryan Stewart (songwriter)） – 製作（曲目8）
- TMS（英语：TMS (production team)） – 製作（曲目5）
- 米奇·麥卡錫 – 混音（曲目3－8）
- 吉恩·格里馬爾迪 – 母帶處理

## 銷售榜單
| 週榜單（2016年）                          | 最高 位置 |
| ----------------------------------------- | --------- |
| 澳洲（澳大利亚唱片业协会榜）              | 74        |
| 加拿大（《告示牌》Canadian Albums Chart） | 55        |
| 愛爾蘭（IRMA專輯榜）                      | 89        |
| 紐西蘭（新西兰唱片音乐协会熱門發現榜）    | 8         |
| 日本（Oricon公信榜）                      | 37        |
| 英國（官方榜單公司）                      | 182       |
| 美国（《告示牌》200）                     | 62        |
| 美國（《告示牌》專輯暢銷榜）              | 26        |

## 發行歷史
| 地區   | 日期          | 形式     | 廠牌                      | 來源   |
| ------ | ------------- | -------- | ------------------------- | ------ |
| 美國   | 2016年8月26日 | 線上下載 | 學童  新視鏡 | [ 65 ] |
| 美國   | 2016年9月9日  | CD       | 學童  新視鏡 | [ 34 ] |
| 加拿大 | 2017年3月3日  | 密紋唱片 | 604                       | [ 66 ] |

## 資料來源
1. ↑  Jenkins, Nash. . Time.   [2019-12-31]. （原始内容存档于2022-02-25）.
2. ↑  . 台灣環球音樂. 2016-09-30  [2022-10-30]. （原始内容存档于2022-10-30）.
3. ↑  Thompson, Eliza. . Cosmopolitan. 2016-08-26  [2017-08-03]. （原始内容存档于2017-10-27）.
4. ↑  Carlin, Shannon. . Radio.com. CBS Radio, Inc. 2015-04-03  [2015-06-02]. （原始内容存档于2017-09-11）.
5. 1 2  Gevinson, Tavi. . Rookie. 2015-10-16  [2017-08-03]. （原始内容存档于2015-10-19）.
6. ↑  Lindsay, Cam. . Vice. 2015-08-07  [2016-08-24]. （原始内容存档于2016-04-04）.
7. ↑  Nolfi, Joey. . Entertainment Weekly. 2016-08-21  [2016-08-25]. （原始内容存档于2016-08-22）.
8. ↑  Zaleski, Annie. . The A.V. Club. 2016-02-17  [2016-08-28]. （原始内容存档于2018-04-09）.
9. ↑  Johns, Gibson. . Aol. 2016-12-02  [2017-08-03]. （原始内容存档于2016-12-03）.
10. ↑  Arevalo, Ivan. . WMSC. 2016-03-26  [2016-08-28]. （原始内容存档于2017-09-07）.
11. ↑  Donnelly, Eric. . 103.3 AMP Radio. 2016-08-22  [2017-08-03]. （原始内容存档于2016-08-23）.
12. 1 2  Leszkiewicz, Anna. . New Statesmen. 2016-09-02  [2017-08-03]. （原始内容存档于2016-09-03）.
13. ↑   (CD booklet, Target deluxe version). Jepsen, Carly Rae. School Boy Records / Interscope Records. 2015.
14. 1 2   (CD booklet). Jepsen, Carly Rae. School Boy Records / Interscope Records. 2016.
15. ↑  Williott, Carl. . Idolator. 2016-03-18  [2017-08-04].[]
16. ↑  R, Will. . Sputnikmusic. 2016-08-29  [2017-08-03].
17. 1 2  Lambert, Molly. . MTV News. 2016-08-31  [2017-08-03]. （原始内容存档于2016-09-01）.
18. 1 2 3 4  Spanos, Brittany; Harris, Keith; Johnston, Maura; Soto, Alfred. . Rolling Stone. 2016-12-19  [2016-12-19]. （原始内容存档于2018-04-09）.
19. 1 2 3 4 5 6 7 8 9  Nelson, Brad. . Pitchfork. 2016-09-08  [2017-08-03]. （原始内容存档于2018-04-07）.
20. ↑  Zuckerman, Ester. . The A.V. Club. 2016-12-05  [2017-08-03]. （原始内容存档于2017-08-29）.
21. 1 2  R, Will. . Sputnikmusic. 2016-08-29  [2018-10-30].
22. 1 2  Phares, Heather. . AllMusic.   [2018-10-30]. （原始内容存档于2022-02-25）.
23. 1 2 3 4  Goodman, Jessica. . Entertainment Weekly. 2016-08-26  [2017-08-03]. （原始内容存档于2016-08-29）.
24. ↑  Gibbs, Ryan. . The Young Folks. 2016-08-28  [2017-08-03]. （原始内容存档于2022-02-25）.
25. ↑   (YouTube video). BC Healthy Living Alliance. 2011-10-06  [2016-08-30]. （原始内容存档于2022-02-26）.
26. ↑  Stern, Bradley. . MuuMuse. 2016-12-06  [2017-08-03]. （原始内容存档于2016-12-09）.
27. ↑  Kornhaber, Spencer. . The Atlantic. 2016-09-03  [2017-08-03]. （原始内容存档于2016-09-03）.
28. ↑  Jepsen, Carly Rae. . @carlyraejepsen. 2016-08-21  [2017-08-04]. （原始内容存档于2016-08-23）.
29. ↑  Kaplan, Ilana. . Spin. 2016-08-22  [2016-08-21]. （原始内容存档于2016-08-23）.
30. ↑  Galbraith, Alex. . Uproxx. 2016-08-24  [2016-08-24]. （原始内容存档于2016-08-25）.
31. ↑  Martinelli, Marissa. . Slate. 2016-08-22  [2017-08-04]. （原始内容存档于2016-11-04）.
32. ↑  Williot, Carl. . Idolator. 2016-08-24  [2016-09-07].[]
33. ↑  Wright, Hayden. . Radio.com. 2016-08-26  [2016-08-04]. （原始内容存档于2016-08-27）.
34. 1 2  . Carly Rae Jepsen.   [2017-08-04]. （原始内容存档于2017-01-27）.
35. ↑  . Bull Moose.   [2017-08-04]. （原始内容存档于2018-04-10）.
36. ↑  . Billboard Japan.   [2017-08-04]. （原始内容存档于2016-04-13） （日语）.
37. ↑  . Universal Music Japan. 2017-07-26  [2017-08-03]. （原始内容存档于2017-10-04） （日语）. 「カット・トゥ・ザ・フィーリング」はこれまで配信限定リリースとなっていたが、今回世界のどこよりも早く日本でCDに初収録となる。
38. ↑  . Billboard. 2017-09-30  [2018-03-05]. （原始内容存档于2017-10-05）.
39. 1 2  . Metacritic.   [2017-05-22]. （原始内容存档于2022-02-25）.
40. 1 2 3 4  Krajewski, Jill. . Exclaim!. 2016-09-01  [2018-10-30]. （原始内容存档于2016-09-02）.
41. 1 2  Matousek, Mark. . The 405. 2016-09-16  [2018-10-30]. （原始内容存档于2016-09-17）.
42. ↑  . Idolator. 2016-12-07  [2016-12-07].[]
43. ↑  . MuuMuse. 2016-12-09  [2016-12-09]. （原始内容存档于2023-06-19）.
44. ↑  . Gorilla vs. Bear. 2016-12-01  [2016-12-04]. （原始内容存档于2023-05-31）.
45. ↑  . The Skinny. 2016-12-01  [2016-12-01]. （原始内容存档于2016-12-02）.
46. ↑  Lloyd, Kate. . Time Out London. 2016-12-12  [2018-10-30]. （原始内容存档于2018-09-26）.
47. ↑  Lindsay, Cam; Carlick, Stephen. . Exclaim!. 2016-12-16  [2018-10-30]. （原始内容存档于2017-04-25）.
48. ↑  Fowler, Luke. . Pretty Much Amazing. 2016-12-09  [2018-10-30]. （原始内容存档于2016-12-11）.
49. ↑  . Stereogum. 2016-12-02  [2016-12-04]. （原始内容存档于2020-05-14）.
50. ↑  . The A.V. Club. 2016-12-05  [2016-12-05]. （原始内容存档于2017-06-26）.
51. ↑  Pitchfork Staff. . Pitchfork. 2016-12-06  [2016-12-06]. （原始内容存档于2020-11-25）.
52. ↑  . date. Teen Vogue. 2016-12-18  [2016-12-18]. （原始内容存档于2023-05-07）.
53. ↑  . date. 2016-12-10  [2016-12-10]. （原始内容存档于2020-11-17）.
54. ↑  . date. Spin. 2016-12-15  [2016-12-15]. （原始内容存档于2017-09-16）.
55. ↑  . date. The Fader. 2016-12-14  [2016-12-14]. （原始内容存档于2021-04-25）.
56. 1 2  "Carly Rae Jepsen Chart History (Canadian Albums)". Billboard.  Retrieved 2016-09-07.
57. 1 2  . AusPop. 2016-09-03  [2016-09-03]. （原始内容存档于2016-09-03）.
58. 1 2  "Carly Rae Jepsen Chart History (Billboard 200)". Billboard.  Retrieved 2016-09-07.
59. ↑  Caulfield, Keith. . Billboard.   [2016-09-10]. （原始内容存档于2016-09-09）.
60. 1 2  . Billboard.   [2016-11-25]. （原始内容存档于2016-09-28）.
61. 1 2  . Oricon.   [2022-10-29]. （原始内容存档于2022-10-29）.
62. 1 2  . zobbel.de.   [2016-09-16]. （原始内容存档于2021-09-16）.
63. ↑  "GFK Chart-Track". Chart-Track.co.uk. GFK Chart-Track. IRMA.
64. ↑  . Recorded Music NZ. 2016-09-05  [2016-09-02]. （原始内容存档于2016-09-14）.
65. ↑  .   [2018-10-30]. （原始内容存档于2018-10-30） –Amazon.
66. ↑  . 2017-03-03 –Amazon.